# Сан-Мартинью (Риу-Гранди-ду-Сул)
Сан-Мартинью (порт. São Martinho)  —  муниципалитет в Бразилии, входит в штат Риу-Гранди-ду-Сул. Составная часть мезорегиона Северо-запад штата Риу-Гранди-ду-Сул. Входит в экономико-статистический  микрорегион Трес-Пасус. Население составляет 5585 человек на 2006 год. Занимает площадь 171,661 км². Плотность населения — 32,5 чел./км².

## История
Город основан 27 ноября 1963 года. 

## Статистика
- Валовой внутренний продукт на 2003 составляет 68.113.531,00 реалов (данные: Бразильский институт географии и статистики).
- Валовой внутренний продукт на душу населения на 2003 составляет 11.501,78 реалов (данные: Бразильский институт географии и статистики).
- Индекс развития человеческого потенциала на 2000 составляет 0,797 (данные: Программа развития ООН).